# 只儿瓦台
只儿瓦台（蒙古语转写：J̌ilwadai），《元史》中其名有多种记载：只儿瓦台、只儿火台、只里瓦歹、只里斡台、只儿瓦䚟、只里瓦带、只鲁瓦歹、折儿瓦台等。元朝军事人物，出身弘吉剌部，成吉思汗岳父德薛禅的曾孙。他在1276年响应昔里吉之乱举兵，围攻弘吉剌部根据地应昌，后被忽必烈派军镇压诛杀。

## 生平
昔里吉之乱前，弘吉剌部由德薛禅曾孙、按陳・古列坚之孙、納陳・古列坚的儿子斡羅陳・古列坚担任首领。据《张氏先塋碑》记载，只儿瓦台是斡罗陈的弟弟。
至元十三年（1276年）冬，对忽必烈政权不满的拖雷系诸王昔里吉、脱铁木儿在阿力麻里举兵叛乱，拥立昔里吉为汗。叛军东进试图控制蒙古高原，只儿瓦台随即响应。至元十四年（1277年），只儿瓦台俘虏兄长斡罗陈，围攻弘吉剌部根据地应昌，并计划北上与昔里吉军会合。忽必烈派弘吉剌部 “左手五投下” 之一的兀鲁兀部领主脱欢、忙兀部领主博罗欢，以及率新附钦察军的苫徹拔都儿、杭忽思、玉哇失、昔都儿、伯答儿（隶属瓦剌人别克列迷失麾下）等将领征讨，移剌元臣、洪茶丘等随军出征。
原计划与只儿瓦台会师的脱铁木儿被先行抵达蒙古高原的钦察军统帅土土哈阻截，未能汇合。孤立无援的只儿瓦台在怀鲁哈都与元军交战失败。此战中，札剌亦儿部的脱欢中箭仍坚持作战，后获忽必烈嘉奖。败逃的只儿瓦台被移剌元臣追击，在鱼儿泊被俘。耶律元臣因功受赏，此后驻守应昌。参与平叛的将领随后继续北上，讨伐昔里吉、脱铁木儿叛军。

## 弘吉剌部德薛禅家族
- 德薛禅
  - 按陳・古咧堅（Alči Küregen，الجی كوركان/Āljī kūrkān）
    - 赤古·古咧堅（Čiγu Küregen，جیکو كوركان/Jīkū kūrkān）
    - Öki füǰin qatun（اوکی فوجین خاتون/Ūkī fūjīn khātūn）
    - 昭睿順聖皇后察必（Čabui qatun，جابون خاتون/Jābūn khātūn）
    - 万户斡陳・古咧堅（Očin Küregen）
    - 納陳・古咧堅（Način Küregen，ناچین كوركان/Nāchīn kūrkān）
      - 万户斡羅陳・古咧堅（Oločin Küregen）
        - 貞慈静懿皇后失怜答里（Širindari qatun）

      - 只儿瓦台（J̌ilwadai）
      - 万户帖木兒・古咧堅（Temür Küregen）
        - 万户琱阿不剌・古咧堅（Diwubala Küregen）
          - 阿里嘉室利・古咧堅（Ariγiyaširi Küregen）
          - 卜答失里皇后（Budaširi qatun）

        - 万户桑哥不剌・古咧堅（Sengge bura Küregen）

      - 万户蛮子台・古咧堅（Manǰitai Küregen）
      - 南必皇后（Nambui qatun，نمبوى خاتون/Namubūī khātūn）